# San Francisco Pichátaro
San Francisco Pichátaro es una localidad del estado mexicano de Michoacán. Es parte del municipio de Tingambato.

## Toponimia
El nombre «San Francisco» hace referencia al santo patrono de la localidad: Francisco de Asís. El nombre «Pichátaro» proviene del purépecha, su significado es «lugar donde se martilla» o «lugar donde se clava madera».

## Demografía
| Gráfica de evolución demográfica |
|                                  |

| Censo | Población |
| ----- | --------- |
| 1900  | 1828      |
| 1910  | 3598      |
| 1921  | 1285      |
| 1930  | 1639      |
| 1940  | 1877      |
| 1950  | 2051      |
| 1960  | 2750      |
| 1970  | 2403      |
| 1980  | 3102      |
| 1990  | 3517      |
| 2000  | 4627      |
| 2010  | 4952      |
| 2020  | 5696      |